# Citroën C8
Citroën C8 — один из четырёх минивэнов семейства «евровэнов» второго поколения, выпускавшихся на французском заводе Sevel. В модельном ряду сменил модель Evasion, которая была одним из «евровэнов» первого поколения. Производство Citroën C8 осуществлялось с 2002 по 2014 год, за это время автомобиль дважды проходил обновление. Модель стала довольно успешной в Европе — было продано около 150 тысяч автомобилей. В России было продано лишь 86 минивэнов. Различные автомобильные издания в целом оценили модель положительно.

## История

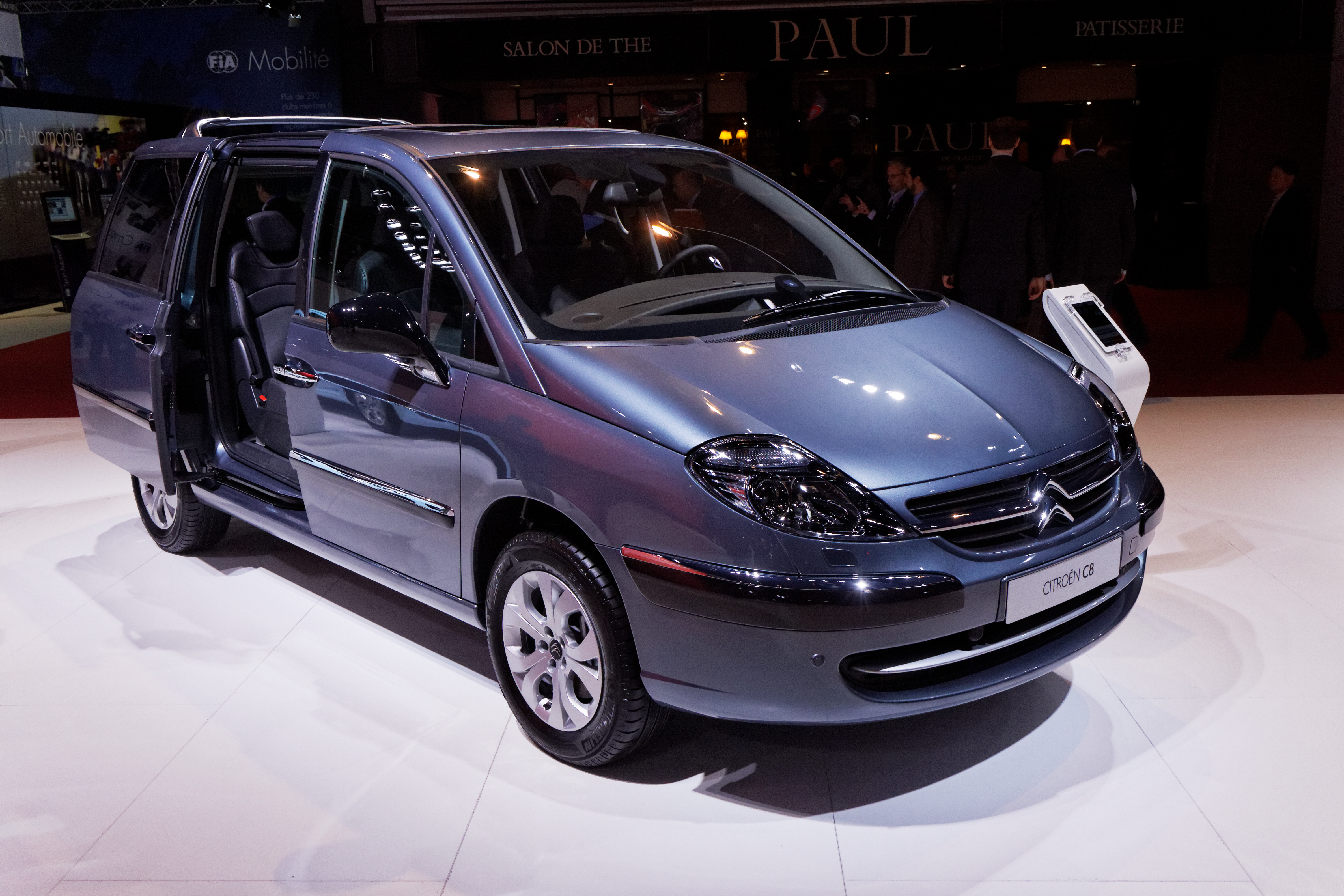
Рестайлинговая модель на Парижском автосалоне (2012)

Презентация модели, вместе с аналогом от Peugeot, а также моделями от Fiat и Lancia, состоялась в марте 2002 года на Женевском автосалоне. В продажу во Франции C8 поступил в июне 2002 года, всего через два месяца после презентации, а в остальной Европе — в третьем квартале 2002 года. После начала продаж модель также была представлена на Парижском автосалоне в сентябре 2002 года. Продажи в России стартовали в декабре 2002 года по цене $28 200. В июне 2003 года стала доступна модель с автоматической автоадаптивной коробкой передач. В сентябре 2003 года автомобиль был презентован на Франкфуртском автосалоне.
В начале 2008 года был проведён рестайлинг модели. Обновление касалось по большей части двигателей и оснащения: был добавлен 2,2-литровый дизельный двигатель мощностью 173 л.с, а также новые опции. Была слегка доработана подвеска. Что касается дизайна, то слегка была изменена решётка радиатора, а бамперы и двери получили хромированные вставки. Также изменилась отделка интерьера.
В июле 2012 года был проведён второй рестайлинг. Модель получила новый бампер и фары, а также изменённый логотип на решётке радиатора. Стал доступен пакет опций «Black Pack». В него входят окрашенные в чёрный цвет «Onyx» зеркала заднего вида, стойки кузова и вставки на бампере и дверях.
Производство C8, вместе с тремя его близнецами, завершилось в 2014 году. Преемника у модели не появилось.

## Дизайн и конструкция
Экстерьер и интерьер модели в целом схожи с таковыми у её троих близнецов. Но есть и различия: иные фары, бампер, решётка радиатора и задние фонари. В интерьере различий не так много. Руль в каждой модели разный, и C8 — не исключение. Над торпедо от стойки до стойки протянута дуга, между которой и центральной консолью по центру находится панель приборов, в ранних моделях состоящая из спидометра, тахометра и уровня топлива. Под ними — бортовой компьютер. Над рулём находится только одометр и блок контрольных ламп. Внизу центральной консоли расположен рычаг КПП и климат-контроль. Ручной тормоз расположен в необычном месте — слева внизу от водительского кресла. Лобовое стекло имеет площадь 2 м². Это, в сочетании с люком на крыше, обеспечивает хорошее освещение в салоне. Между креслами расположены подлокотники. Сами передние кресла можно развернуть задом наперёд. На задних окнах имеются шторки. Модель предлагалась либо в пяти-, либо в восьмиместном варианте.

### Технические характеристики
Автомобиль, как и три его близнеца — переднеприводной. Передняя подвеска — независимая, типа McPherson со стабилизатором поперечной устойчивости, задняя — зависимая, пружинная, с продольными рычагами и тягой Панара. Передние тормоза — дисковые, вентилируемые, задние — дисковые.
На выбор предлагалось пять двигателей: три бензиновых и два дизельных. Гамму бензиновых моторов открывает двухлитровый двигатель мощностью 136 л.с, за ним идёт мотор объёмом 2,2 литра и мощностью 158 л.с, а самым мощным является трёхлитровый двигатель мощностью 204 л.с. Из дизельных двигателей изначально были доступны лишь двухлитровый мощностью 109 л.с и 2,2-литровый мощностью 128 л.с. Позднее, в 2008 году, к ним добавился вышеупомянутый 2,2-литровый двигатель мощностью 173 л.с. На выбор была доступна либо механическая, либо автоматическая коробка передач. Модели с трёхлитровыми бензиновыми двигателями комплектовались только с автоматической КПП.

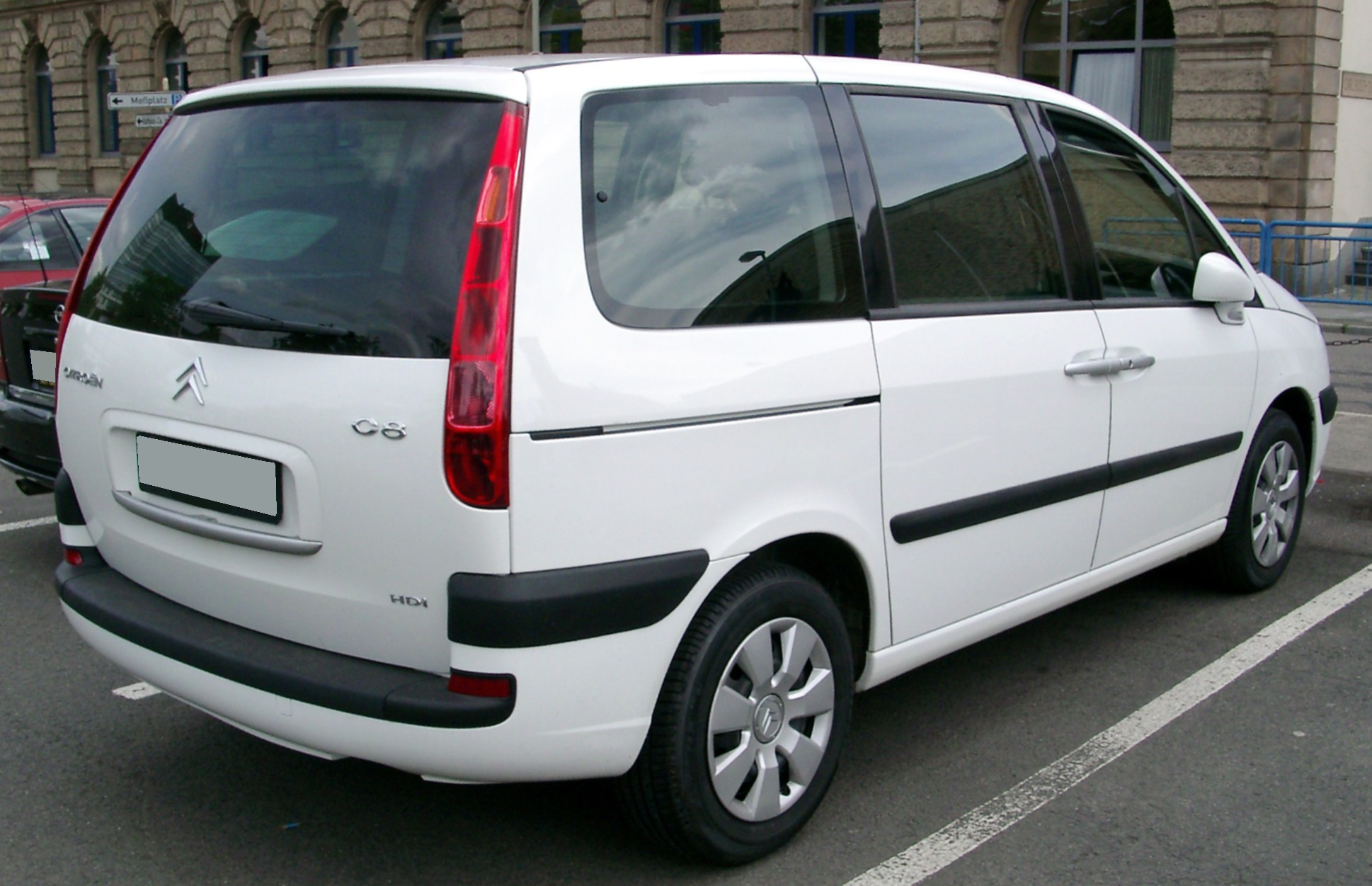
Вид сзади
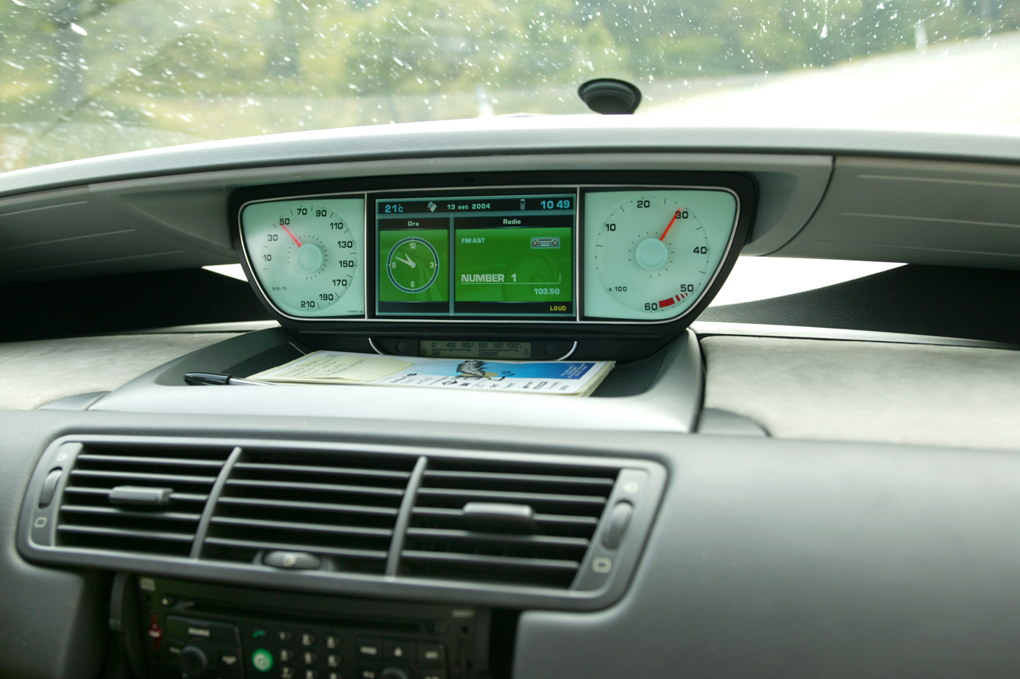
Центральная консоль (на фото — Fiat Ulysse)

## Безопасность
Сам C8 не проходил проверку на безопасность, однако, её прошёл один из его двойников — Peugeot 807. Изначальный результат после проверки организацией EuroNCAP составил 32 балла и 4 звезды для пассажиров, но после пересчёта в 2003 году моделям добавили один балл и недостающую звезду. Произошло это благодаря установке улучшенной системы напоминания о непристёгнутом ремне безопасности.
Что касается результатов краш-теста, то при фронтальном ударе автомобиль отлично защитил пассажиров. Во фронтальном ударе были выявлены лишь травмоопасные структуры в передней панели автомобиля, из-за которых водитель и пассажир рискуют получить травмы колен. При боковом ударе никаких проблем не было обнаружено и автомобиль получил максимальное число баллов. Защита детей в целом была хорошей, но при боковом ударе была отмечена высокая нагрузка на грудную клетку манекена трёхлетнего ребёнка. А вот защита пешеходов оказалась плохой — 6 баллов и одна звезда.

## Обзоры и оценки
Российское издание «Авторевю» в 2003 году сравнивало C8 с двумя конкурентами: Ford Galaxy первого поколения и Mitsubishi Space Wagon. Французская модель сразу же отметилась необычным дизайном, однако были раскритикованы неудобные передние кресла. При разгоне и переключении передач C8 оказался хуже Galaxy, всё из-за неудобного рычага КПП и его огромных ходов. Однако, в управляемости он показал лучший результат. По итогам теста C8 набрал больше всего баллов — 830 (Galaxy — 810, Space Wagon — 765).
Что касается иностранных изданий, то британское издание «Auto Express» в 2006 году оценило модель на 3 из 5 (никаких комментариев касательно оценки оставлено не было). Нидерландское издание «Autoweek» поставило минивэну оценку 4 из 5: за надёжность поставили 3 из 5, за производительность и цену — 4 из 5, а за комфорт — 5 из 5. Ещё одно нидерландское издание — «Autozine», из плюсов автомобиля отметило дизайн, хорошие двигатели и комфорт, а из минусов — плохой приём радиосигнала и затруднительное изъятие кресел из салона.

## Отзывные кампании
Модель отзывалась в общей сложности 20 раз. Отзывы происходили из-за возможности: случайного отключения замка задних дверей, протекания воды в подушку безопасности, риска возникновения пожара, случайного включения индикатора сработавшей подушки безопасности, отсоединения защитной панели двигателя, утечки тормозной жидкости, плохой работы тормозов, неправильной работы ремня безопасности, слишком большого хода педали тормоза, ухудшение работы вакуумной помощи тормозов, утечка топлива из возвратной трубки дизельного двигателя, поломки фар, ухудшения эффективности тормозов, вновь из-за поломки фар, утечки топлива, поломки гидроусилителя руля, сдутия шин, потери управления и в третий раз из-за утечки топлива.

## Продажи
В Европе модель стала довольно успешной — чуть менее 150 тысяч проданных автомобилей. В России продажи были вялыми, а после 2007 года модель перестала поставляться в Россию. Всего было продано 86 автомобилей.
| Страна | Календарный год | Календарный год | Календарный год | Календарный год | Календарный год | Календарный год | Календарный год | Календарный год | Календарный год | Календарный год | Календарный год | Календарный год | Календарный год | Календарный год | Календарный год | Календарный год | Календарный год | Итого   |
| Страна | 2002            | 2003            | 2004            | 2005            | 2006            | 2007            | 2008            | 2009            | 2010            | 2011            | 2012            | 2013            | 2014            | 2015            | 2016            | 2017            | 2018            | Итого   |
| ------ | --------------- | --------------- | --------------- | --------------- | --------------- | --------------- | --------------- | --------------- | --------------- | --------------- | --------------- | --------------- | --------------- | --------------- | --------------- | --------------- | --------------- | ------- |
| Европа | 6319            | 25 363          | 23 688          | 22 171          | 18 930          | 12 721          | 8252            | 6134            | 5435            | 5441            | 4125            | 2935            | 1745            | 69              | 5               | -               | 1               | 143 334 |
| Россия | -               | 29              | 34              | 16              | 5               | 2               | Не продавался   | Не продавался   | Не продавался   | Не продавался   | Не продавался   | Не продавался   | Не продавался   | Не продавался   | Не продавался   | Не продавался   | Не продавался   | 86      |